# Bünyan
Bünyan ist eine Stadtgemeinde (Belediye) im gleichnamigen Ilçe (Landkreis) der Provinz Kayseri in der türkischen Region Zentralanatolien und gleichzeitig ein Stadtbezirk der 1988 gebildeten Büyükşehir belediyesi Kayseri (Großstadtgemeinde/Metropolprovinz). Seit der Gebietsreform 2013 ist die Gemeinde flächen- und einwohnermäßig identisch mit dem Landkreis. Die im Stadtlogo manifestierte Jahreszahl (1868?) dürfte ein Hinweis auf das Jahr der Erhebung zur Stadtgemeinde (Belediye) sein.

## Geografische Lage
Bünyan liegt etwa 35 Kilometer nordöstlich des Zentrums der Provinzhauptstadt Kayseri im Zentrum der Provinz und hat keine Außengrenzen zu anderen Provinzen. Er grenzt im Norden an Özvatan und Sarıoğlan, im Nordosten an Akkışla, im Osten an Pınarbaşı, im Süden an Tomarza, im Südwesten an Talas und im Westen an Melikgazi. Im Süden durchquert die Fernstraße D-300 den Landkreis, die von Kayseri nach Osten über Malatya und Elazığ bis Van führt. Die weiter nördlich liegende Kreisstadt ist damit über eine Landstraße verbunden, ebenso nach Nordwesten mit der D-260 von Kayseri nach Sivas. Im Süden des Kreises liegt der 1900 Meter hohe Koramaz Dağı. Durch die Stadt fließt nach Westen der Bünyan Çayı.

## Sehenswürdigkeiten
Im Norden des Landkreises liegt beim ehem. Dorf Sultanhanı (jetzt ein Mahalle) an der ehemaligen Karawanenstraße von Kayseri nach Sivas eine sehenswerte Karawanserei gleichen Namens, nicht zu verwechseln mit der Karawanserei Sultanhanı zwischen Konya und Aksaray. Eine zu einem Quellheiligtum gehörende hethitische Inschrift beim Dorf Topsöğüt (früher Taçın) im Osten des Kreises, die Helmuth Bossert 1954 beschrieb, ist heute durch Straßenarbeiten zerstört.

## Verwaltung
Der Landkreis (bzw. der Kaza als Vorläufer) existierte schon bei Gründung der türkischen Republik 1923 und hatte zur ersten Volkszählung (1927) 36.999 Einwohner in 96 Dörfern auf 2.820 km², davon zählte der gleichnamige Verwaltungssitz 4.061 Einwohner.
(Bis) Ende 2012 bestand der Landkreis neben der Kreisstadt aus sieben Stadtgemeinden (Belediye: Büyükbürüngüz, Büyüktuzhisar, Elbaşı, Güllüce, Karakaya, Koyunabdal und Yeni Süksün) sowie 24 Dörfern (Köy) in zwei Bucaks, die während der Verwaltungsreform 2013 in Mahalle (Stadtviertel/Ortsteile) überführt wurden. Die 13 existierenden Mahalle der Kreisstadt blieben erhalten, während die Mahalle der anderen Belediye vereint und zu je einem Mahalle reduziert wurden. Durch Herabstufung dieser Belediye und der Dörfer zu Mahalle stieg deren Zahl auf 44 an. Ihnen steht ein Muhtar als oberster Beamter vor.
Ende 2020 lebten durchschnittlich 655 Menschen in jedem dieser (jetzt) 46 Mahalle, 5.543 Einw. im bevölkerungsreichsten (Yakutiye Mah.).

## Persönlichkeiten
- Ömer Özsoy (* 1963), Professor für islamische Religionswissenschaften in Frankfurt am Main